# Хрест Заслуги (Польща)
Хрест Заслуги (Польща) Польська цивільна державна відзнака, нагороджена за заслуги перед державою або громадянами, заснована згідно з Законом від 23 червня 1923 р.
22 грудня 1944 року Польським комітетом національного визволення (орган тимчасової влади в Польщі) запровадив нагороду повторно. Хрестом Заслуги могли бути нагороджені як окремі громадяни, так і трудові колективи, підприємства, установи, і навіть міста та воєводства. Право нагородження Хрестом Заслуги до 1952 року належало Президенту Польської Республіки, а з 1952 року – Державній раді ПНР. Іноземні громадяни нагороджувалися Президентом, пізніше Держрадою за поданням міністра закордонних справ ПНР.
Орден має три класи:
- 1. Золотий хрест за заслуги

- 2. Срібний хрест за заслуги

- 3. Бронзовий хрест за заслуги

## Опис нагороди
Нагрудний знак Хреста Заслуги являє собою рівнораменний хрест, схожий на кавалерійський, розміром 42х42 мм, . Знак Золотого та Срібного хрестів відповідно позолочений або посріблений, а рамена хреста цих ступенів покриті червоною емаллю в рамці, нанесеній на фактурну основу. Між раменами хреста розташовані пучки променів (п'ять променів між двома раменами, середній промінь найдовший, інші зменшуються до рамен; на знаку Бронзових лицарів три промені між раменами). У центрі хреста розміщено круглий білий емальований щит (медальйон) з монограмою: RP (Rzeczpospolita Polska). Щит Золотого та Срібного Хреста Заслуги має кант, покритий червоною емаллю, і орнаментоване обрамлення. Навколо щита Бронзового Хреста Заслуги — опуклий лавровий вінок; щит не емальований. Реверс хреста гладкий. Обрамлення плечей хреста, скупчення променів, літери на щиті, орнаментована рамка щита і зворотна сторона хреста залежно від ступеня оздоблення позолочені або посріблені. Нагрудний знак Бронзовий Хрест Заслуги повністю патинований коричневого кольору, без емалі.
Нагрудний знак «Хрест заслуги» зазнав незначних змін. Спочатку цей хрест мав розміри 40х40 мм. Деякі хрести мали на реверсі порядковий номер - нумерація використовувалася лише в початковий період дарувань. До 1952 р. знак хреста не відрізнявся від знака, встановленого 1923 р. Лише після прийняття Конституції Польської Народної Республіки, у 1960 р., ініціали РП на білому середньому щитку хреста були замінені ініціалами: PRL (Польська Народна Республіка (пол. Polska Rzeczpospolita Ludowa)). Змінилися розміри хреста, відтепер вони становили 42х42 мм. У 1992 році відновлено ініціали: RP (Третя Річ Посполита).
Стрічка хреста шириною 40 мм малинового кольору (в ІІ Речі Польщі стрічка була амарантовою), по обох краях має синю вертикальну смугу шириною 3 мм. Знаки золотого або срібного хреста підвішуються на стрічці на золотому або срібному вінку діаметром 20 мм із лаврового листя, а коричневого хреста — на гладкому кільці.
У 1923–1945 роках і з 1992 року наступні нагороди Хрестом того ж ступеня відзначаються металевою арматурою, нанесеною на стрічку, у вигляді гладкої матової смуги, позолоченої, посрібленої або коричневої патинації, залежно від ступеня відзнаки, шириною 5 мм з полірованими краями. У ПНР нагороджені даним ступенем Хреста знову отримували наступні екземпляри відзнаки.
Хрест Заслуги носиться на лівому боці грудей, підвішений до стрічки, у порядку, визначеному положенням.

## Стрічки
| Стрічки запроваджені (II RP) | Стрічки запроваджені (II RP) | Стрічки запроваджені (II RP) | Стрічки запроваджені (II RP) |
|                              | Хрест Заслуги Золотий        | Хрест Заслуги Срібний        | Хрест Заслуги Бронзовий      |
| ---------------------------- | ---------------------------- | ---------------------------- | ---------------------------- |
| перше нагородження           |                              |                              |                              |
| друге нагородження           |                              |                              |                              |
| третє нагородження           |                              |                              |                              |
| четверте нагородження        |                              |                              |                              |

## Галерея

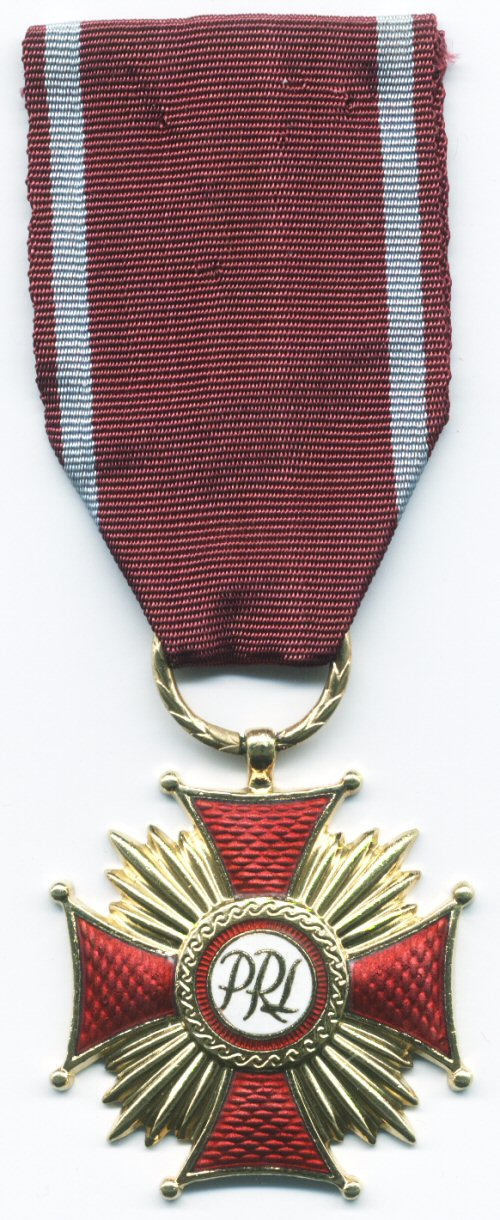
Золотий хрест Заслуги (період Польської Народної Республіки)
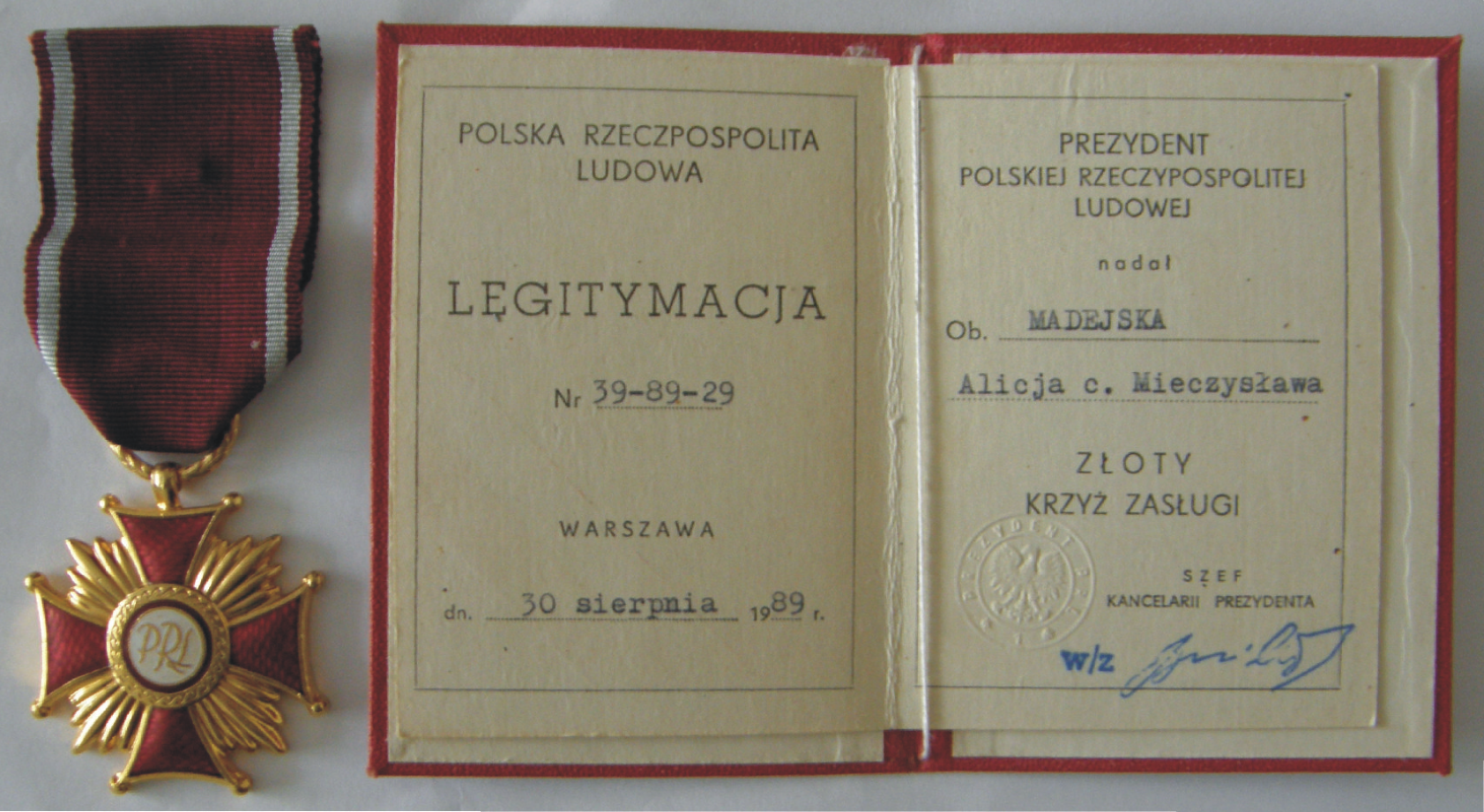
Золотий хрест Заслуги з документами
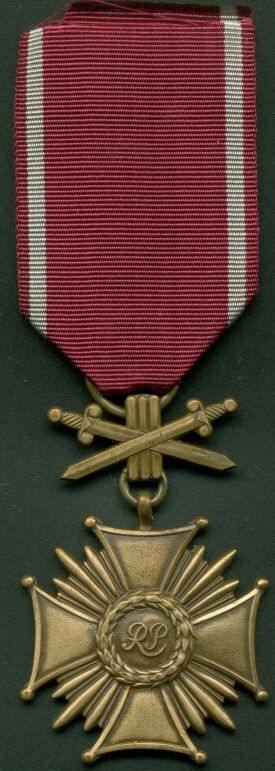
Бронзовий хрест Заслуги з мечами (період Другої світової війни)
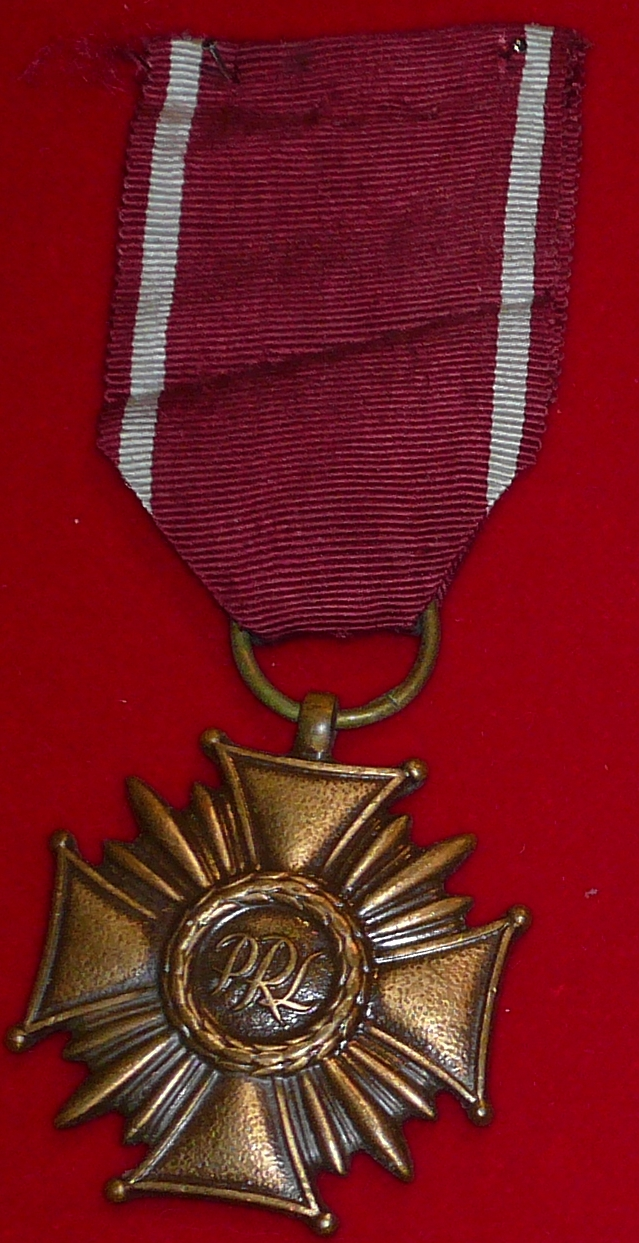
Бронзовий хрест Заслуги (1975)
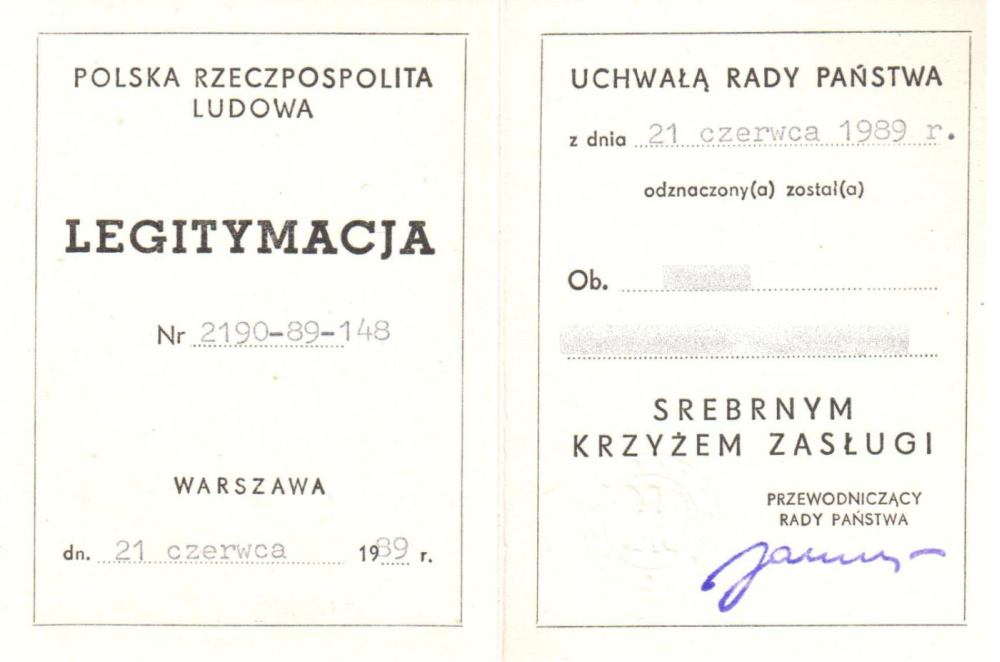
Посвідчення про нагородження Хрест Заслуги (срібло) 1989